# 陳安石
陳安石（1014年—1094年），字子堅，河陽人。
陳貫之子。因其父親之官爵而在科舉考試中及第。娶丞相王曙之女。嘉祐年間，為夔、峽轉運判官。民間有人養蠱毒殺人，陳安石捕殺其首腦人物，查獲良藥圖，從此遇毒者得以不死。歷官京西、河東、淮南、京東，熙寧四年知蘇州。改知邠州、河中府。戶部副使韓絳鎮守太原，準備推行鹽法，與監司意見多有不同。元豐元年，安石至太原與韓絳議行鹽法。是年，加集賢殿修撰，為河東都轉運使。鹽法終於定案，安石謂其幕僚曰：“興事當有漸，急則擾。”遂發行鹽券以制止私盐贩运，日後私販者大爲减少。元豐八年，出知永興軍。元祐四年十二月，為左中散大夫、依前職知鄧州，元祐五年改鄭州。紹聖元年（1094年）正月，以崇福宮卒，年八十一。